# 眼藥水

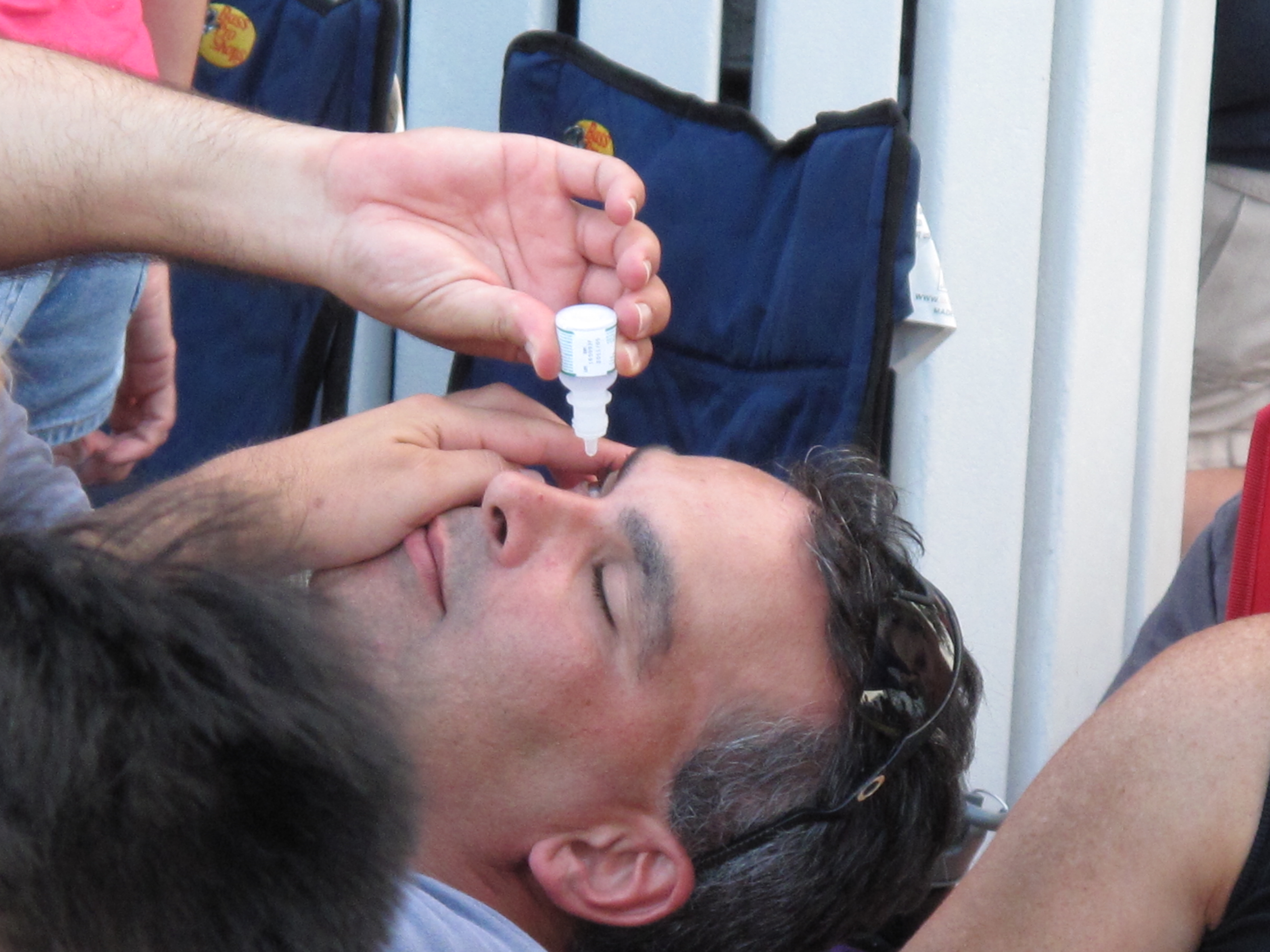
一位正在使用眼藥水的男子

眼藥水（eye drops，eyedrops）又称滴眼剂、點眼劑，是治療眼睛疾病使用的水性或油性澄明溶液、混悬液或乳剂。其成份依作用的不同有許多種類，例如類固醇、抗生素、抗組織胺藥、 β阻滯劑、非類固醇消炎止痛藥等。一般眼藥水為了長期保存而添加了微量的防腐劑，在正常使用下不會對人體造成影響。但有小部分人对防腐劑过敏。
不同的眼藥水有各自的用途，例如治療眼睛感染、降低眼壓、消炎止痛或舒緩眼睛乾澀。如同其他藥物，許多眼藥水皆有若干程度的副作用。

## 種類和用途

### 抗生素眼藥水
含有抗生素的眼藥水主要用於治療眼睛感染，然而如同所有的含抗生素藥物，如果濫用含抗生素眼藥水，將破壞眼睛的菌種生態。

### 類固醇眼藥水
含有類固醇成份的眼藥水有極強的消炎效果，但有升高眼壓的副作用，若長期使用可能對視神經造成永久損害，導致青光眼；甚至造成全身性的疾病，例如高血壓、糖尿病、骨質疏鬆。

### 人工淚液
人工淚液（artificial tears）是模仿淚液成份作出的滋潤用眼藥水，用於舒緩眼睛酸澀與疲勞的不適感。隱形眼鏡的佩戴者也常使用人工淚液保持眼睛表面的溼潤，但佩戴隱形眼鏡者，須選擇沒有含防腐劑的人工淚液。
且人工淚液會因外來淚液造成人體無法分泌淚液這種迷思是錯誤的，目前並沒有任何研究或文獻這麼說過。

### 散瞳劑
散瞳劑（mydriatic eye drops）属于一种副交感神經阻斷劑，且常兼具睫狀肌麻痺作用，使用後將持續放大瞳孔，使其無法隨光線強弱而收縮，可強迫眼睛放鬆與休息。但會造成的副作用有眼睛畏光，對全身則可能造成便秘、口乾、嗜睡。

## 外部連結
维基词典中的词条「眼藥水」